# Plato troglodita
Plato troglodita is een spinnensoort in de taxonomische indeling van de parapluspinnen (Theridiosomatidae).
Het dier behoort tot het geslacht Plato. De wetenschappelijke naam van de soort werd voor het eerst geldig gepubliceerd in 1986 door Coddington.